# Terminal (macOS)
Se conoce como Terminal (Terminal.app) al emulador de terminal que incluye el sistema operativo de macOS creado por Apple.
El Terminal originado en NeXTSTEP y OPENSTEP es el predecesor de los sistemas OS X.
El Terminal incluye varias funciones específicas de acceso de APIs de OS X. Entre ellas está la capacidad de utilizar la función de búsqueda de ayuda de OS X para buscar páginas manualmente y su integración con Spotlight. Terminal fue utilizado por Apple para publicitar Mac OS X, donde se proporcionaron varias fuentes personalizables y opciones de colores y se incluyeron fondos transparentes.